# 356 (szám)
A 356 (római számmal: CCCLVI) egy természetes szám.

## A szám a matematikában
A tízes számrendszerbeli 356-os a kettes számrendszerben 101100100, a nyolcas számrendszerben 544, a tizenhatos számrendszerben 164 alakban írható fel.
A 356 páros szám, összetett szám, kanonikus alakban a 22 · 891 szorzattal, normálalakban a 3,56 · 102 szorzattal írható fel. Hat osztója van a természetes számok halmazán, ezek növekvő sorrendben: 1, 2, 4, 89, 178 és 356.
A 356 négyzete 126 736, köbe 45 118 016, négyzetgyöke 18,86796, köbgyöke 7,08734, reciproka 0,002809. A 356 egység sugarú kör kerülete 2236,81397 egység, területe 398 152,88655 területegység; a 356 egység sugarú gömb térfogata 188 989 903,5 térfogategység.